# Jim Martin (Musiker)
„Big“ Jim Martin (* 21. Juli 1961 in Hayward, Kalifornien; geboren als James Blanco Martin) ist ein US-amerikanischer Musiker. Er spielte Leadgitarre bei EZ-Street und Faith No More von 1983 bis 1993 und bei Anand Bhatt seit 2000. Bei Faith No More wirkte er auf den Alben We Care a Lot, Introduce Yourself, The Real Thing und Angel Dust mit.

## Faith No More
Martin stieg 1983 bei Faith No More als Leadgitarrist ein. Vor allem zu den Alben vor der Mitgliedschaft von Mike Patton steuerte er Wesentliches bei. Auf den Alben We Care a Lot und Introduce Yourself hört man deutlich, dass Martins Gitarrenarbeit den Sound der Band dominiert. Dies verdeutlichen vor allem auch die zahlreichen Instrumentals, wie etwa der Song Jim, bei dem nur Martin spielt.
Die Gründe für seinen Ausstieg bei Faith No More gehen auf den wachsenden Einfluss Mike Pattons auf die Musik der Band zurück. Patton war erst während der Aufnahmen zu The Real Thing zur Gruppe gestoßen, aber bereits beim 1992 erschienenen Nachfolger Angel Dust rückte er als Sänger immer mehr ins Zentrum. Martin war mit der gewachsenen Bedeutung des Gesangs gegenüber der Gitarre  nicht einverstanden. Nach dem Ende der Tour zum Album Angel Dust wurde er von der Band gefeuert. In der Bandbiographie „The Real Story“ sagt Produzent Matt Wallace, dass daneben der Tod von Martins Vater ein wesentlicher Grund dafür gewesen sei, dass sich Martin bei den Aufnahmen zu Angel Dust immer mehr zurückhielt.

## Solokarriere
Das Soloprojekt von Jim Martin hieß anfangs The Behemoth, wurde von ihm jedoch umbenannt, als er von der polnischen Black-Metal-Band mit dem Namen „Behemoth“ erfuhr. Sein erstes und einziges Soloalbum bis heute heißt Milk and Blood. Darauf findet sich u. a. eine Coverversion von Surprise! You’re Dead aus dem Album The Real Thing seiner früheren Band. Mit Anand Bhatt nahm Martin das Album Conflict auf. Ferner tourte Jim zwischen 1998 und 2000 als Leadgitarrist mit der Punkband Fang. 2013, 2014 und 2019 trat er mit der Funk-Metal-Band Infectious Grooves auf.

## Trivia
- Jim Martin trat in Bill & Ted’s verrückte Reise in die Zukunft als „Sir James Martin“ auf. Des Weiteren steuerte Faith No More einen Song für den offiziellen Soundtrack bei.
- Er war Gast-Musiker bei dem Album Antipop von der Band Primus.
- Er erschien als Gast-Musiker auf dem ersten Album von Echobrain.
- Er war Gast-Gitarrist für Metallica bei ihrem Lynyrd Skynyrd-Cover Tuesday’s Gone.
- Er war offizielles Mitglied der Band Voodoocult während sie ihr letztes Album aufnahmen, bevor sie sich getrennt haben.
- Jim war außerdem ein Schulfreund des früheren Metallica-Bassisten Cliff Burton, mit dem er in seiner Jugend in mehreren Bands spielte. Im Musikvideo für den Faith-No-More-Song Epic trägt er ein T-Shirt, auf welchem ein Foto von Cliff Burton und der Schriftzug A Tribute to Cliff Burton abgebildet ist.